# 鳥羽川 (福井県)
鳥羽川（とばがわ）は、福井県三方上中郡若狭町を流れる北川水系の一級河川である。

## 地理
福井県三方上中郡若狭町海士坂の田烏トンネル付近に源を発し概ね南に流れる。JR小浜線天狗山トンネル - 上中駅間に沿って流れ、上中駅北の若狭町下吉田付近で北川に合流する。

## 流域の自治体
福井県
三方上中郡若狭町